# Log in
log in war eine interaktive Politsendung, die generell mittwochs um 22:30 Uhr live von ZDFinfo ausgestrahlt wurde. Sie zeichnete sich durch die Einbeziehung der Zuschauer aus. Via Chat, Blog oder sozialen Netzwerken (Facebook, Google+, Twitter) konnten Fragen an die Gäste im Studio gestellt werden.

## Geschichte
Am 23. November 2010 nahm der ZDFinfokanal (heute ZDFinfo) den Sendebetrieb der politischen Talksendung auf. In der ersten Ausgabe beantwortete der Stuttgarter Oberbürgermeister Wolfgang Schuster die Fragen der Internetnutzer zum umstrittenen Bahnprojekt Stuttgart 21. Zuschauer konnten sich zu diesem Zeitpunkt nur über die VZ-Netzwerke schülerVZ, studiVZ und meinVZ beteiligen. Damals wurde log in um 21:00 Uhr ausgestrahlt. In den darauffolgenden Monaten änderte sich die Sendezeit mehrfach, wobei zuletzt von 22:30 bis 23:30 Uhr live aus dem ZDF-Hauptstadtstudio übertragen wurde. Bei besonderen Themen wurde die Diskussion gelegentlich im ZDF-Hauptprogramm ausgestrahlt.
Mit der 155. Folge wurde am 5. November 2014 die Sendung eingestellt. ZDFinfo kündigte aber für das Jahr 2015 neue interaktive Diskussionsformate an.

### Moderation
- Milena Bonse (2010–2012)
- Cherno Jobatey (2010–2012)
- Jeannine Michaelsen (2012–2013)
- Wolf-Christian Ulrich (2012–2014)
- Sandra Rieß (2013–2014)
- Sonja Schünemann (Vertretung, 2010–2013)
- Dunja Hayali (Vertretung)
- Mitri Sirin (Vertretung)

## Konzept
Moderiert wurde log in von März 2012 bis zum 5. November 2014 vom Morgenmagazin-Moderator Wolf-Christian Ulrich. Davor wurde er gelegentlich durch Cherno Jobatey vertreten. Ihm zur Seite stand jeweils eine Moderatorin. Bis zum 27. März 2012 war dies die ZDF-Redakteurin Milena Bonse. Von April 2012 bis zum 27. Februar 2013 moderierte Jeannine Michaelsen log in. Die ZDF-Hauptstadtredakteurin Sonja Schünemann übernahm jeweils die Vertretung. Vom 17. April 2013 bis zum 5. November 2014 war Sandra Rieß die erste Online-Moderatorin. Während der Sendung las sie von der Redaktion ausgewählte Zuschauerfragen vor und präsentierte die Umfrageergebnisse der Benutzer auf einem großen Touchscreen. Die vorgetragenen Kommentare waren zum einen Kommentare, die während der Sendung gepostet wurden, zum anderen die, die während der Woche auf den Plattformen der Sendung veröffentlicht wurden. So kamen zwei Minuten alte Tweets genauso in die Sendung, wie solche, die nach der Veröffentlichung des Sendungsthemas am Freitag vor der Sendung gepostet wurden.
Zu Gast im Studio waren unter anderem Politiker oder Verantwortliche. Anfangs war das Konzept der Sendung so, dass die Gäste Zuschauerfragen zu einem bestimmten Thema beantworten mussten. Zuletzt fand dies im Element log in-direkt statt. Ab Januar 2013 mussten die zwei Hauptgäste in zweieinhalb Minuten möglichst viele Fragen der Benutzer beantworten. Via Online-Chat, Facebook, Twitter, E-Mail oder als Kommentar auf einen Blog konnten diese gepostet werden. Durch die Redaktion ausgewählte Kommentare wurden für die Fernsehzuschauer als Kriechtitel eingeblendet. Auch das Publikum vor Ort konnte sich an der Diskussion beteiligen. Teilweise wurden zudem noch weitere thematisch passende Gäste eingeladen.
Das Format richtete sich an jüngere Zuschauer, die politisch interessiert sind und sollte zum aktiven Meinungsaustausch anregen.
Ab März 2012 wurde log in mit Unterstützung der Probono Fernsehproduktion GmbH produziert.